# Sint-Nicolaaskerk (Düsseldorf-Himmelgeist)
De rooms-katholieke Sint-Nicolaaskerk (Duits: St. Nikolauskirche) behoort tot de drie oudste kerken van Düsseldorf en staat in het stadsdeel Himmelgeist. De kerk is aan de Rijn gelegen en draagt het patrocinium van Nicolaas van Myra, patroon van de scheepslieden. In 1995 drong het rivierwater door het hoge peil van de Rijn de kerk binnen.  

## Geschiedenis
De eerste vermelding van een kerk in het toenmalige dorp Himmelgeist was in het jaar 904. Het betrof een filiaalkerk van het stift Kaiserswerth en was de voorganger van het huidige kerkgebouw. Deze kerk werd in de 11e eeuw door de huidige pijlerbasiliek met drie apsissen vervangen. Vooralsnog had deze kerk geen toren en koor en de hoofdapsis sloot zich direct aan het hoofdschip aan. Ongeveer 100 jaar later werd de kerk vergroot met een koorruimte en een nieuwe hoofdapsis. De toren, die reeds vroeggotische kenmerken heeft, werd in het midden van de 13e eeuw toegevoegd. De toren werd niet voor de kerk, maar op de bestaande kerk gebouwd. In de zuidelijke muur van de koorruimte werden in de 14e en 15e eeuw sacramentshuisjes ingebouwd. Na een blikseminslag in 1741 moest de toren worden gerestaureerd. Het interieur werd in 1867 gerestaureerd. 

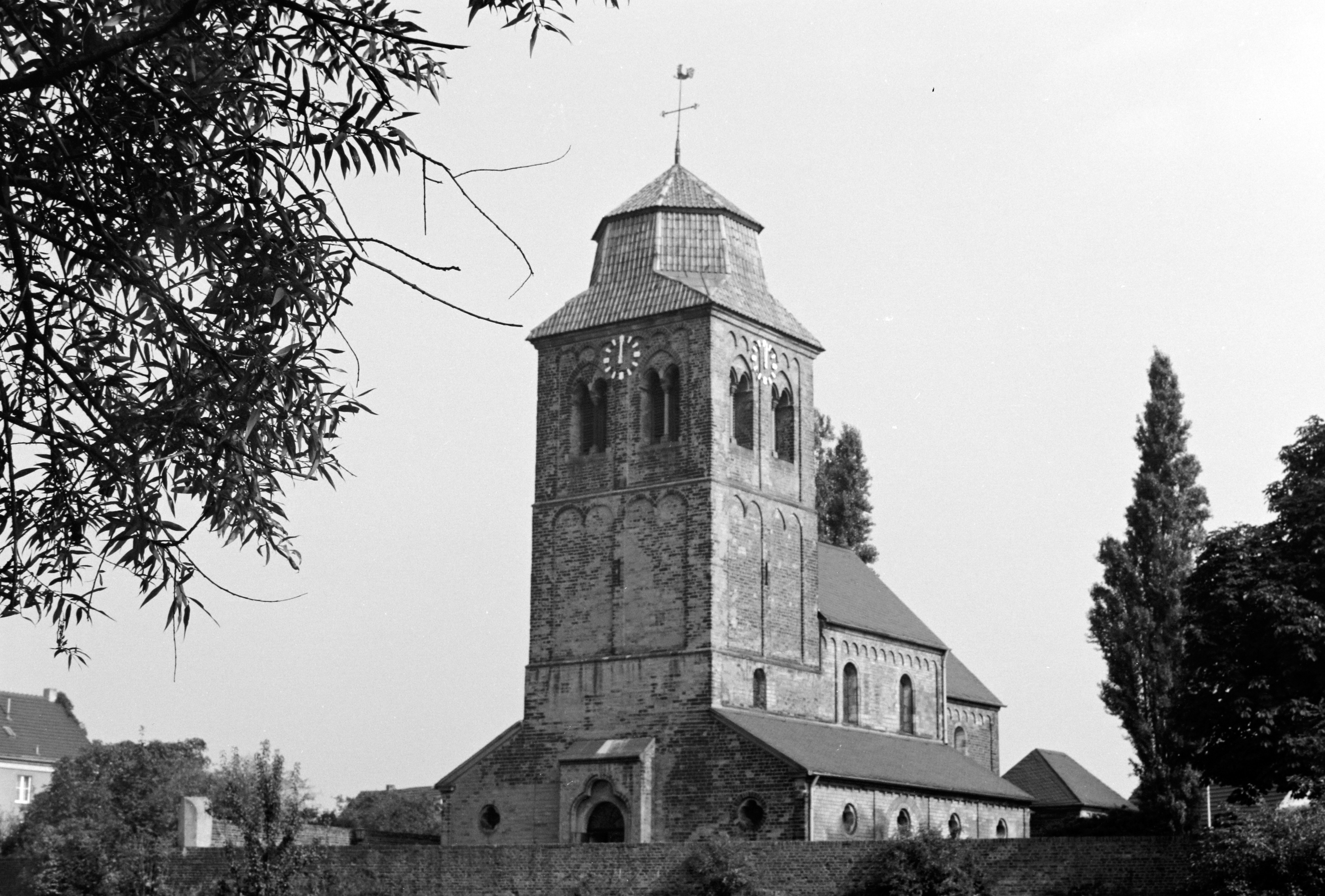
Kerktoren uit het zuidwesten met nooddak (1966)

Tijdens beschietingen in de Tweede Wereldoorlog werden kerk en toren zwaar beschadigd. De torenspits was aan de Rijnzijde opengereten en bij de orkaan op 28 december 1945 stortte de spits naar beneden. Tot de reconstructie van de spits in de jaren 1967-1968 en de restauratie van het sterk verweerde muurwerk van de toren sloot een gedrongen nooddak de toren af.
In 1972 werd de 19e-eeuwse sacristie vergroot in een goed bij de kerk passende stijl. Gevonden resten van de beschildering bij de omvangrijke restauratie in het begin van de jaren 1970 maakten het herstel van de oorspronkelijke kleurstelling van het interieur mogelijk.  

## Architectuur
De Sint-Nicolaaskerk is een romaanse drieschepige pijlerbasiliek uit de 11e eeuw met drie apsissen. Het koor uit de 12e eeuw is eveneens romaans en het ribbenloze kruisgewelf rust op romaanse driekwart zuilen. De toren werd later op de bestaande kerk gebouwd en doorsnijdt de boog van de derde arcade. Het plafond van het hoofdschip is een vroeggotisch ribgewelf dat tegelijk met de bouw van de toren werd aangebracht. De romaanse vensters van de lichtbeuk zijn dichtgemetseld. De zijschepen hebben graatgewelven. De ramen dateren uit de jaren 1967-1968 en werden door Keulse glasschilder Franz Pauli gemaakt en behoren tot de beste van zijn werk.

## Orgel
Het orgel werd in 1938 door de orgelbouwer Johannes Klais uit Bonn gebouwd. Het kegellade-instrument bezit 17 registers op twee manualen en pedaal. De speel- en registertracturen zijn elektrisch. 